# Velîka Kameanka, Colomeea
Velîka Kameanka (în ucraineană Велика Кам`янка) este localitatea de reședință a comunei Velîka Kameanka din raionul Colomeea, regiunea Ivano-Frankivsk, Ucraina.

## Demografie
Componența lingvistică a localității Velîka Kameanka
     Ucraineană (99,7%)
     Alte limbi (0,3%)
Conform recensământului din 2001, majoritatea populației localității Velîka Kameanka era vorbitoare de ucraineană (99,7%), existând în minoritate și vorbitori de alte limbi.